# یوهان میشائیل اشمیت
یوهان میشائیل اشمیت (آلمانی: Johann Michael Schmidt؛ ‏ زاده ۲۲ مه ۱۹۳۴) دین‌شناس و الهی‌دان پروتستان و استاد بازنشستهٔ مؤسسه الهیات پروتستان در دانشگاه کلن است. زمینه‌های اصلی پژوهش او، الهیات کتاب مقدس و هرمنوتیک در زمینه گفتگو و آشتی مسیحیان-یهودیان و رابطه بین کلیسا و اسرائیل بود. او همچنین در زمینهٔ تفسیر و شناخت انجیل به روایت متی اثر یوهان سباستیان باخ تخصص دارد.
اشمیت دانش‌آموختهٔ رشتهٔ الهیات پروتستان و کتاب مقدس در دانشگاه هایدلبرگ است و دکترای الهیات خود را در سال ۱۹۶۳ در دانشگاه هامبورگ با ارائهٔ پایان‌نامه‌ای دربارهٔ «هارون و موسی» دریافت داشت و سپس در سال ۱۹۶۹ با ارائه پایان‌نامهٔ دیگری در زمینهٔ آخرالزمان یهودی، درجهٔ شایستگی علمی خود را دریافت کرد.